# Froland
Froland község (norvégül kommune) Norvégiában, a déli Sørlandet földrajzi régióban, Aust Agder megyében.
Froland 1850-ben vált ki Øyestadból. 1967. január 1-jén Frlandba olvadt Mykland község. Északi szomszédja Åmli, keleten Tvedestrand, délen Arendal, Grimstad és Birkenes, nyugaton Evje og Hornnes és Bygland.

## Általános információk

### Neve
A községet (illetve az eredeti egyházközséget) a régi Froland farmról (óészaki Fróðaland), mert ott épült a környék első temploma. Összetett szó, előtagja a Fróði férfinév genitivusa, utótagja a „föld” vagy „farm” jelentésű land.

### Címere
Címere újkeletű. 1986. január 17-en kapta. Mókust ábrázol, amely az erdőket és a vadakat jelképezi. .

## Története
A Frolands verk vasüzemet 1763-ban alapították, 1867-ig termelt és ezután fűrészmalommá lakították át. 1791-ben épült főépülete ma védett, régi istállója kulturális központ.

## Gazdasága
Frondal a Neulagból Arendalba tartó Arendalsbanen vasútvonal mellett fekszik.

## Híres frondaliak
- Niels Henrik Abel 19. századi matematikus itt halt meg 1829 áprilisában és a frondali temetőben nyugszik.

## Külső hivatkozások
- Arendals fossekompani
- http://www.froland.org
- http://www.froland.kommune.no
- Froland Curlingklubb